# Galliano Sbarra
Galliano Sbarra (Livorno, 3 luglio 1915 – Roma, 9 settembre 1987) è stato un attore italiano.

## Biografia
Attivo principalmente negli anni settanta fino a i primi anni ottanta; è ricordato principalmente per la divertente scena del treno nel film L'onorevole con l'amante sotto il letto, dove l'onorevole Battistoni (Lino Banfi) per sbarazzarsi del monsignore (Gigi Reder) regala la propria cuccetta proprio all'ignaro Galliano.

## Filmografia
- I due figli di Ringo, regia di Giorgio Simonelli e Giuliano Carnimeo (1966)
- Assicurasi vergine, regia di Giorgio Bianchi (1967)
- I clowns, regia di Federico Fellini (1970)
- Mio padre monsignore, regia di Antonio Racioppi (1971)
- Jesse & Lester - Due fratelli in un posto chiamato Trinità, regia di Renzo Genta (1972)
- Decameron proibitissimo (Boccaccio mio statte zitto), regia di Franco Martinelli (1972)
- Le avventure di Pinocchio, regia di Luigi Comencini (1972)
- Roma, regia di Federico Fellini (1972)
- Leva lo diavolo tuo dal... convento, regia di Franz Antel (1973)
- Ragazzo di borgata, regia di Giulio Paradisi (1976)
- L'amantide, regia di Amasi Damiani (1976)
- La pretora, regia di Lucio Fulci (1976)
- Sorbole... che romagnola, regia di Alfredo Rizzo (1976)
- Casa privata per le SS, regia di Bruno Mattei (1977)
- L'insegnante al mare con tutta la classe, regia di Michele Massimo Tarantini (1980)
- La poliziotta a New York, regia di Michele Massimo Tarantini (1981)
- L'onorevole con l'amante sotto il letto, regia di Mariano Laurenti (1981)
- Miracoloni, regia di Francesco Massaro (1981)
- La sai l'ultima sui matti?, regia di Mariano Laurenti (1982)
- Quella peste di Pierina, regia di Michele Massimo Tarantini (1982)
- Occhio, malocchio, prezzemolo e finocchio, episodio "il mago" regia di Sergio Martino (1983)
- Buio nella valle, regia di Giuseppe Fina – miniserie TV (1984)